# شارمين كلاريس
شارمين كلاريس Relucio Pempengco (مواليد 10 مايو 1992)، مشهورة ب Charice Pempengco، أو ببساطة Charice (اسم مركب من اسمائها الأولية)، مغنية فلبينية ارتفعت شعبيتها من خلال ليوتيوب. 

## وصلات خارجية
- الموقع الرسمي
- شارمين كلاريس على موقع IMDb (الإنجليزية)
- شارمين كلاريس على موقع ألو سيني (الفرنسية)
- شارمين كلاريس على موقع ميوزك برينز (الإنجليزية)
- شارمين كلاريس على موقع أول موفي (الإنجليزية)
- شارمين كلاريس على موقع قاعدة بيانات الأفلام السويدية (السويدية)
- شارمين كلاريس على موقع إن إن دي بي (الإنجليزية)
- شارمين كلاريس على موقع أول ميوزيك (الإنجليزية)
- شارمين كلاريس على موقع ديسكوغز (الإنجليزية)
- شارمين كلاريس على موقع قاعدة بيانات الفيلم (الإنجليزية)
- شارمين كلاريس على موقع كينوبويسك (الروسية)
- Charice at بيلبورد (مجلة)